# Beendorf
Beendorf település Németországban, azon belül Szász-Anhalt tartományban. Lakosainak száma 849 fő (2023. december 31.).

## Népesség
A település népességének változása:
| Lakosok száma | 898  | 917  | 908  | 834  | 837  | 849  |
|               | 2014 | 2017 | 2019 | 2021 | 2022 | 2023 |